# Serendipitet
Serendipitet er det at finde uden at søge, men derefter også at erkende værdien i det, man har fundet, sådan at det ses i et helt nyt lys. To af det 20. århundredes store opdagelser, røntgenstrålerne og penicillinet, blev gjort ved opmærksomhed over for tilfældigheder og uventede resultater under laboratorieforsøg.
Andre eksempler: Newton erkendte tyngdekraften grundet nedfaldsfrugt. - og Charles Goodyear opdagede vulkaniseret gummi, fordi han utilsigtet lagde svovl og gummi på en varmeplade. Kosmisk baggrundsstråling blev opdaget af Arno Penzias og Robert Wilson ved serendipitet og de fik en nobelpris for det.
Ifølge videnskab.dk kan følgende formel opstilles for serendipitet: Indsigt + erfaring + held + tilfældighed = serendipitet.

## Oprindelse
Ordet 'serendipitet' stammer fra engelsk (serendipity), og det kan føres præcist tilbage til Horace Walpole (1717-1797), der i et brev til en god ven i 1754 ville beskrive et heldigt fund, og i denne forbindelse dannede ordet serendipity ud fra titlen på et persisk eventyr oversat fra italiensk til engelsk, The Three Princes of Serendip, som han havde læst som barn. Serendip er et gammelt persisk navn for Sri Lanka. Eventyrets tre hovedpersoner havde den særlige evne til at finde det usøgte, og ud fra skarpsindige iagttagelser formåede de ved deduktion og syntese at slutte sig til fakta, de ikke direkte havde været i berøring med.

## Eksempel fra litteraturen
Før i tiden sagde man, at den slags var et udtryk for børns måde at lege på, men i dag ved man bedre. H.C. Andersens anti-helt, Klods-Hans, viser et oplagt eksempel på en adfærd, vi kan kalde 'serendipitetisk' eller 'serendipitiv'. Det tilsyneladende tumpede var ikke så dumt endda: da han gemte mudderet og den døde krage og red af sted på geden til hoffet for at fri til prinsessen, viste det sig, at det alt sammen kunne bruges til noget godt. Eventyret handler på overfladen om den ringeagtede brors held og lykke, men det kan også læses symbolsk, dvs. som Andersens indforståede hyldest til serendipitet.
Arthur Conan Doyles fænomenale detektiv, Sherlock Holmes, gjorde begrebet kendt og brugbart, men også inden for natur- og humanvidenskaberne kender man til serendipitet.

## Citater
- Benny Andersen: "Man søger et ord og finder et sprog."
- Pablo Picasso: "Jeg søger ikke, jeg finder."